# Alta Murgia
L'Alta Murgia è una subregione della Puglia che comprende territori della città metropolitana di Bari, della provincia di Barletta-Andria-Trani e della provincia di Taranto.

## Comuni dell'Alta Murgia

### L'Altopiano delle Murge
- Altamura (parte nord), Andria (parte sud), Bitonto (parte sud), Cassano delle Murge (parte sud), Corato (parte sud), Gravina in Puglia (parte nord) Grumo Appula (parte sud), Minervino Murge (parte est), Ruvo di Puglia (parte sud), Santeramo in Colle (parte ovest), Spinazzola (parte nord), Toritto (parte sud).[2]

### La Fossa Bradanica
- Altamura (parte sud), Castellaneta (parte sud), Gravina in Puglia (parte sud), Laterza (parte sud), Poggiorsini, Santeramo in Colle (parte sud), Spinazzola (parte est).[2]

### La Sella di Gioia del Colle
- Acquaviva delle Fonti (parte sud), Gioia del Colle (parte ovest), Santeramo in Colle (parte nord).[2]